# Lepocinclis caudata
Lepocinclis caudata is een soort in de taxonomische indeling van de Euglenozoa. Deze micro-organismen zijn eencellig en meestal rond de 15-40 mm groot. Het organisme komt uit het geslacht Lepocinclis en behoort tot de familie Phacaceae. Lepocinclis caudata werd in 1913 ontdekt door A.M. Cunha.